# Nondkeil
Nondkeil est un village et une ancienne commune française de la Moselle en région Grand Est, elle est rattachée à celle d'Ottange depuis 1812.
Ses habitants sont au nombre de 800 en 2018.

## Géographie
Entouré par une forêt, ce village est traversé par la route D59 et par le ruisseau Kaelbach (lb) qui coule du Sud vers le Nord. 
Nondkeil est situé dans le Nord-Ouest de la Moselle, aux confins du pays Haut et du pays thionvillois, à une faible distance au Sud d'Ottange et à 20 km au Nord-Ouest de Thionville.

## Toponymie
En luxembourgeois : Nonchel et Nonkeel.

### Mentions anciennes
Keyle (1315), Nenkel (1605), Noncheil (1660), Nunkeil (1681), Nom de Keil (1749), Nonkeil (1779), Nundekel (1793), Nondkeil (1801), Nundkail (1802), Nondkeille (1868).
Pendant l'annexion allemande de 1871-1918, ce village porte le nom de Nonkeil, autrement dit le [d] est supprimé.

### Étymologie
Selon Paul Auguste Piémont, le toponyme Nondkeil a pour origine le terme latin nundcella qui signifie « boutique du marché » et qui est composé des mots nundinae et cella.
Cependant, -keil a plus pertinemment pour origine l'hydronyme Kayl, qui est l'un des noms du ruisseau traversant ce village (les autres étant Keelbaach, Kaelbach, Kälbaach, etc.). Sachant que d'après Alain Simmer, la mention Keyle peut signifier « source » (quelle en allemand standard).

## Histoire
Ce village faisait partie du duché de Bar et plus précisément du barrois non mouvant. Au sein de ce duché, Nondkeil était le siège d'un fief et d'une justice, mouvant de la prévôté de Villers-la-Montagne en 1681. Cette prévôté a été transformée en bailliage en 1751 et Nondkeil en faisait partie.
Sur le plan spirituel, ce village était une annexe de la paroisse d'Ottange.
Érigé en commune en 1790, Nondkeil est intégré à cette date dans le canton d'Hettange-Grande, puis dans celui d'Œutrange à partir de l'an III et enfin dans celui de Cattenom en 1802.
La commune de Nondkeil est réunie à celle d'Ottange par un décret du 27 janvier 1812.

## Population et société

### Démographie
| 1793 | 1800 | 1806 |
| ---- | ---- | ---- |
| 150  | 144  | 160  |

En 1817, il y a 176 habitants répartis dans 36 maisons et en 1844, il y a 258 personnes réparties dans 37 maisons. La population passe à 800 habitants en 2018.

### Enseignement
Groupe scolaire « La Plume et l'Encrier », incluant une école maternelle et une école élémentaire.

### Sports et loisirs
- Bâtiment des associations
- Parc Aragon ; composé de divers jeux pour enfants, d'un terrain de pétanque, et cetera
- Skatepark ; limitrophe du parc Aragon, il est inauguré en 2012

## Lieux et monuments
- Il existait au Moyen Âge un oratoire
- Chapelle Sainte-Lucie, construite en 1809 avec sa cloche placée sous le vocable Sainte Lucie, elle est détruite pendant la guerre. Cette chapelle fut remplacée par un bâtiment en bois puis reconstruite ; le nouvel édifice est inauguré le 7 juin 1964 et désacralisé le 26 mars 2018.